# Suran (chanteuse)
Pour les articles homonymes, voir Suran.
Shin Su-ran (hangeul: 신수란), aussi connue par ses noms de scène Elena (hangeul: 엘에나) et Baily Shoo (hangeul: 베일리 슈), mais surtout par juste son prénom Suran (hangeul: 수란), est une auteur-interprète et productrice sud-coréenne. Elle a débuté en tant que membre du duo Lodia le 9 juillet 2014 avec le single "I Got A Feeling". En 2017, elle apparaît dans les épisodes 93 et 94 de King of Mask Singer (MBC) sous le nom "Skip to the End, Hello".

## Carrière

### Depuis 2017: "Wine" etWalkin'
Le 24 avril 2017, la chanteuse sort le single digital "Wine" produit par Suga de BTS et en featuring avec le rappeur Changmo. La chanson s'est classée à la 2e place du Gaon Digital Chart et s'est fait télécharger légalement plus de 500 000 fois.
Après le succès du single, la chanteuse sort son premier extended play, Walkin', le 2 juin 2017. Il se classera à la 30e place du Gaon Album Chart. La chanson-titre, "1+1=0" en featuring avec Dean est sortie le même jour, et s'est classée à la 32e place du Gaon Digital Chart et s'est fait télécharger légalement plus de 100 000 fois.

## Discographie

### Extended plays
| Titre   | Détails sur l'album                                                                                     | Meilleure position | Ventes      |
| Titre   | Détails sur l'album                                                                                     | COR                | Ventes      |
| ------- | --- | ------------------ | ----------- |
| Walkin' | - Date de sortie: 2 juin 2017 - Label: Million Market, LOEN Entertainment - Formats: CD, téléchargement | 30                 | - COR: 963+ |

### Singles
| Titre                                                                   | Année                            | Meilleure position               | Ventes (DL)                      | Album                            |
| Titre                                                                   | Année                            | COR                              | Ventes (DL)                      | Album                            |
| En tant que chanteuse principale                                        | En tant que chanteuse principale | En tant que chanteuse principale | En tant que chanteuse principale | En tant que chanteuse principale |
| ----------------------------------------------------------------------- | -------------------------------- | -------------------------------- | -------------------------------- | -------------------------------- |
| "I Feel"                                                                | 2014                             | —                                | NC                               | single sans album                |
| "Calling In Love" feat. Beenzino                                        | 2015                             | —                                | NC                               | single sans album                |
| "Ddang" (땡땡땡) feat. Hwasa                                            | 2016                             | —                                | NC                               | single sans album                |
| "Paradise Go" (떠날랏꼬)                                                | 2016                             | —                                | NC                               | single sans album                |
| "Winter Bird" (겨울새)                                                  | 2016                             | —                                | NC                               | single sans album                |
| "Wine" (오늘 취하면) prod. Suga feat. Changmo                           | 2017                             | 2                                | - COR: 572 331+                  | Walkin'                          |
| "1+1=0" feat. Dean                                                      | 2017                             | 32                               | - COR: 150 343+                  | Walkin'                          |
| Collaborations                                                          |                                  |                                  |                                  |                                  |
| "2013~Forever" (2013~영원히) avec KittiB                                | 2016                             | —                                | NC                               | Melody To Masterpiece            |
| "The Way Home" (집으로) avec Im Se-jun, Park Bo-ram & Yu Sung-eu        | 2016                             | —                                | NC                               | Melody To Masterpiece            |
| "I Love You, Be Happy" (사랑해 행복해) avec KCM & Yu Sung-eun           | 2016                             | —                                | NC                               | Melody To Masterpiece            |
| "I'm Sorry" (미안합니다) avec Jhameel Kim                               | 2016                             | —                                | NC                               | Melody To Masterpiece            |
| En featuring                                                            |                                  |                                  |                                  |                                  |
| "Mannequin"(마네퀸) Primary feat. Beenzino & Suran                      | 2015                             | 11                               | - COR: 216 611+                  | single sans album                |
| "Pride and Prejudice" (오만과 편견) Zico feat. Suran                    | 2015                             | 14                               | - COR: 187 121+                  | single sans album                |
| "And" (끝) Xitsuh feat. Suran                                           | 2016                             | 61                               | - COR: 73 970+                   | Show Me the Money 5              |
| "Beside Me" Code Kunst feat. BewhY, YDG & Suran                         | 2016                             | 92                               | - COR: 21 264+                   | single sans album                |
| "3AM" (밤에 들어줘) Kiggen feat. Suran & Hanhae                         | 2016                             | —                                | - COR: 14 338+                   | single sans album                |
| "No Thnx" Yuk Ji-dam feat. Suran & Dean                                 | 2016                             | 83                               | - COR: 22 899+                   | Unpretty Rapstar 3               |
| "Voice" Tak feat. Suran                                                 | 2016                             | —                                | NC                               | single sans album                |
| "Love Is a Dog From Hell" (사랑은 지옥에서 온 개) Mad Clown feat. Suran | 2016                             | 17                               | - COR: 137 618+                  | single sans album                |
| Bandes-son                                                              |                                  |                                  |                                  |                                  |
| "To Your Dream" (너의 꿈에)                                             | 2016                             | —                                | NC                               | Entertainer OST                  |
| "Step Step"                                                             | 2016                             | 90                               | - COR: 88 559+                   | Jealousy Incarnate OST           |
| "Heartbeat"                                                             | 2017                             | —                                | NC                               | Strong Woman Do Bong-soon OST    |
| "Winter Tree" (바람이 차갑네요)                                         | 2017                             | —                                | Defendant OST                    |                                  |
| "Still Breathe"                                                         | 2017                             | —                                | Cross Country OST                |                                  |
| "Cross Country" avec Ha:tfelt et Kim Bo-hyung                           | 2017                             | —                                | Cross Country OST                |                                  |
| "—" signifie que le morceau ne s'est pas classé.                        |                                  |                                  |                                  |                                  |

## Distinctions

### MelOn Music Awards
| # | Année | Travail nommé       | Titre            | Résultat   |
| - | ----- | ------------------- | ---------------- | ---------- |
| 9 | 2017  | Wine                | Song of the Year | Nomination |
| 9 | 2017  | Suran               | Top 10 Artists   | Nomination |
| 9 | 2017  | Suran               | Best R&B/Soul    | Lauréat    |
| 9 | 2017  | Suga & Suran - Wine | Hot Trend Award  | Lauréat    |